# Horst-Jürgen Fuhlrott
Horst-Jürgen Fuhlrott (* 28. Februar 1935 in Leinefelde, Landkreis Worbis; † 13. Oktober 2020 in Wiesbaden) war ein deutscher Politiker (NPD) und Abgeordneter des Hessischen Landtags.

## Ausbildung und Beruf
Horst-Jürgen Fuhlrott besuchte 1941 bis 1949 die Volksschule in Geldern und Leinefelde (Eichsfeld). 1949 bis 1953 machte er eine Lehre als Augenoptiker und war 1953 bis 1957 als Gehilfe im erlernten Beruf tätig. 1957 bis 1959 besuchte er die Fachschule für Augenoptik in Köln und legte die Meisterprüfung vor der Handwerkskammer Köln ab und arbeitete als selbstständiger Optikermeister in Idstein.

## Politik
Horst-Jürgen Fuhlrott war von 1959 bis zu deren Selbstauflösung Mitglied der DRP. Seit 1964 war er Mitglied der NPD und in der Partei von Februar bis Dezember 1965 Vorsitzender des Wahlkreisverbandes Limburg, seit April 1965 Landesvorstandsmitglied und seit März 1966 zweiter stellvertretender Landesvorsitzender.
Vom 1. Dezember 1966 bis zum 30. November 1970 war er Mitglied des Hessischen Landtags und dort vom 14. Juli 1970 bis zum 30. November 1970 stellvertretender Vorsitzender der NPD-Landtagsfraktion. 1969 war er Mitglied der 5. Bundesversammlung.